# Cryptolaimus pellucidus
Cryptolaimus pellucidus är en rundmaskart som beskrevs av Nathan Augustus Cobb 1933. Cryptolaimus pellucidus ingår i släktet Cryptolaimus och familjen Linhomoeidae. Inga underarter finns listade i Catalogue of Life.